# Gilles de Rais
Gilles de Rais（ジルドレイ）は、日本のヴィジュアル系ロックバンド。
1989年結成。1993年6月18日にアルバム『Gilles de Rais』をポニーキャニオン/SEE SAWよりリリースしメジャー・デビュー。1995年6月解散。

## メンバー
- JOE (Vocal)
  - 解散後、AIONのDEANとJESUS BELIEVE MEを結成、再びメジャーのフィールドに復帰。その後、関西ハードコアのバンドR.O.Mに加入し活動していた。かつては、Eins:VierのHirofumi(Vo)、COLORのMARRY(Ba)、DECAMERONのTAKE(Dr)とFIRST BLOODというバンドを組んでいたことがある。
  - プロレスラーのCIMAの入場曲「I LIKE COLA」を楽曲提供担当。レコーディングメンバーは、JACK(Guitar)、YO-HEI(Guitar)、HIKARU KISHINE(Bass)、 SAKURA(Drums)、板谷祐(Chorus)の布陣。

- JACK (Guitar)
  - 在籍時、UKプロジェクト内のザズルレコードよりソロアルバム『DIVERT』(1992年10月10日 UKZZ-1040)を発表。現在はAshRosesにて活動中。Gilles de Rais以前はJOEのバンドCRY-MAXにヘルプ参加し、ナイトギャラリーレーベルより4曲入りマキシシングルレコード『Cry-Max』(1987年 Night Gallery 0014)をリリース。自身のバンドChristianDollの2期でもボーカルにJOEを迎え活動していた。

- DEE (大塚 康彦) (Bass)
  - Gilles de Rais解散後はJACKと共にACID BELLを結成、エクスタシーレコードよりアルバム『SPEAK? 』(1996年10月21日 EXC-019)を発表した。その後、ハイブリッドバズというバンドで活動するが現在は引退。2010年にキックボクサーとしてデビューした。

- SINN (福田 真也) (Drums)
  - RAMARへ参加、現在引退。
  - JACKの新バンドAshRosesのレコーディングに数曲とライブにサポート参加。

- DEAN (Bass)(ex.AION)
  - 2017年2月12日 渋谷VUENOSにて行われたGilles de Rais projectの1st LIVEより参加

## 概要
- 1989年に大阪で結成されたバンド。JOE (Vocal)、JACK (Guitar)、DEE (Bass)、SINN (Drums)の4人組。まだヴィジュアル系という言葉がまだなかった頃からお互い活動していたデビュー前のLUNA SEAと対バンすることも多かった。
- 1990年、インディーズレーベルMOON DROPSから1stアルバム『DAMNED PICTURES』をリリース。
- 1992年、YOSHIKI主宰のエクスタシーレコードから2ndアルバム『殺意』をリリース、92年度オリコン年間インディーズアルバムチャート1位に輝き、2万枚以上のセールスを記録した。当時、目黒鹿鳴館の3DAYSや、新宿にあった日清パワーステーションでのワンマンなどを成功させている。パワーステーション2度目のラストインディーズギグのチケットは20分で完売した。L'Arc〜en〜Cielはライブハウスから渋谷公会堂のイベントなどに至るまで何度も前座を務め、2ndアルバム『殺意』のゲストコーラスにもhydeとtetsuyaと元メンバーのhiroとperoが参加している。hiroとJACKはお互い違うバンドをやっていた頃からの知り合いであった。
- 1993年、3rdアルバム『BECAUSE』リリースし、オリコンインディーズチャート1位を記録。
- 1995年 解散。
- 2008年、JOEが交通事故にあい心肺停止になる重傷を負うも一命をとりとめる。

- 2016.7.15に行われたHAUNTED HOUSE Vol.5にGuのJACKがJACKセッションとして参加。JOEも事故からの復帰による最初のステージとして2曲参加、久々のGilles de Raisの曲を演奏する。
- 2017.2.12 渋谷VUENOSにて行われたHAUNTED HOUSE Vol.7にてJOE&JACKがGilles de Rais projectとしてサポートメンバーー迎え参加して大いに盛り上がる。サポートメンバーはVoにZ(SHAPE SHIFTER)、Hitomi(ex.Moran)、Ba.HOLY、Dr.HAYATO(Moi dix Mois)、そしてゲストベースとしてアンコールでDEAN(AION)も参加。
- 2017.8.11 心斎橋BTD SHOVELにて”BRAINCRUSH FOR DELIRIUM2017”(Gilles de Rais project vs ROSENFELD [GUEST : BEAST])を開催
- 2017.10.28 渋谷aubeにてHAUNTED HOUSE Vol.9に出演[出演 : ALUCARD,FIRST BLOOD,POISON FROG,GRASS,IZANAGI]
- 2018.5.6 [[吉祥寺CLUB SEATA|吉祥寺SEATA]]にて行われたHAUNTED HOUSE Vol.10に出演[出演 : SPEECIES,新宿心音会 板谷祐,ZIZ,krishnablue,SEX MACHINEGUNS,THREE EYES FACK,Respect UP-BEAT#5]
- 2018.11.17 目黒鹿鳴館にてワンマンLIVE"理由なき反抗2018-Rebel Without A Cause-"開催
- 2018.7.27 早稲田ZONE-Bにて行われた"BECAUSE THE FUTURE"にシークレットバンド[殺意]として参加[出演 : JOE PROJECT,Zi:lles de Rais,FIRST BLOOD project A,EURO SING A GLORIA]※この日をもってVo.JOEがLIVE活動の休止期間に入る。

## ディスコグラフィ

### シングル
ポニーキャニオン
- シオンの花が咲く丘で（1995年6月1日 初回仕様：PCDA-00735 通常：PCDA-00736）
タイトル曲のPVが収録されたVHSテープ付のものが初回盤としてリリース。
- BECAUSE（1992年10月）
1度目の日清パワーステーションライブで配布された限定シングル。アルバム収録よりも先に録音された別バージョン。C/W曲は「Follow Me」のロングバージョンでアルバム「殺意」収録のものとは異なり、前半はバラードになっており、エンディングはJackのロングギターソロにピアノが被さっていく。

### LIVE CD
- Gilles de Rais "1992.2.6 日仏会館-殺意発売記念LIVE-（2017年）[HHMS-001]

### LIVE DVD
- 理由なき反抗ツアー1992 目黒鹿鳴館2DAYS（2017年8月30日）[HH-DVD003]
- Remembrance Vol.1（2017年）[HH-GRDVD001]
- Gilles de Rais project vs ROSENFELD（2017年8月11日 "BRAINCRUSH FOR DELIRIUM2017"入場特典）
- Remembrance Vol.2（2018年）[HH-GRDVD002]
- 30th ANNIVERSARY LIVE HISTORY DVD[Short Ver]（2019年7月27日）["BECAUSE THE FUTURE"来場者プレゼントDVD]

### ビデオ
- Not For Sale （1990年）
全国4か所で開催されたビデオプレゼントギグで配布された。1曲目はその後『BECAUSE』に収められる「PLESURE SONG」。2曲目は『殺意』収録のものとは異なる「UP TO DATE」。
- エクスタシーサミット 無敵ビデオ（1991年、1992年）
YOSHIKI主催のエクスタシーレコードによるイベント（エクスタシーサミット）が開催され、1991年はJOEとJACKが日本武道館イベント最後のセッションにギターとボーカルで参加。同イベントが1992年には大阪城ホールと日本武道館で開催され、その両方にバンドで参加し「殺意」や「Because」など4曲ずつ演奏した。無敵IIには、その中から武道館での「殺意」が収録されている。この年は1月に2ndアルバム『殺意』を発表後、「理由なき反抗ツアー」と題して全国を3回にわたってツアーしており、その勢いに乗りまくった頃の彼らが見られる。
- その他にもロッキンF、宝島、ビクターなどが主催のオムニバスビデオに、インディーズ時代の映像が数曲ずつ収められている。

### オムニバス・アルバム
- THE END OF THE CENTURY ROCKERS　EMERGENCY EXPRESS Ⅱ (1990年 CRCR-6010)
中近東の雰囲気が漂う未発表曲「SANDY」が収録された。その後、ミニアルバム『JAPAN』に収録された「SANDY II」とは異なる曲。このアルバムには他にTOKYO YANKEESやEins:Vierなども収録されている。
- JACK (Guitar) が発表したソロアルバム『DIVERT』の製作元であるUKプロジェクトから発売されたオムニバスアルバムにも、偽名で1曲カバー曲をレコーディングしている。ビートルズの「ヘルター・スケルター」をカヴァーし、他にもゲストギタリスト2人を招いてのギターバトルを聴くことができる。
- JOE (Vocal) が交通事故前に録音されていたソロ音源をまとめたソロCD『BLACK MARKET』 (HH-013) が2019年8月14日にリリースされた。